# Simon Armitage
Simon Armitage (Huddersfield, 26 de mayo de 1963) es un poeta, dramaturgo y novelista de origen británico. fue nombrado poeta laureado del Reino Unido en 2019.

## Biografía
Simon Armitage nació en Marsden, West Yorkshire. Armitage primeramente estudió en Colne Valley High School, Linthwaite, Huddersfield, para continuar estudiando geografía en el Instituto Politécnico de Portsmouth. Fue estudiante de posgrado en la Universidad de Mánchester, donde realizó una tesis sobre los efectos de la violencia televisiva en delincuentes menores de edad. Hasta el año 1994, estuvo trabajando como agente de libertad condicional en Gran Mánchester. Le fue entregado el título de doctor honoris causa en Letras en 1996 por parte de la Universidad de Portsmouth. Más adelante dio clase de escritura creativa en la Universidad de Leeds, la Universidad de Iowa y en la Universidad Metropolitana de Mánchester. En febrero de 2011 asumió el puesto de catedrático de Poesía en la Universidad de Sheffield. En mayo de 2019, fue nombrado poeta laureado, cuando el periodo de 10 años de Carol Ann Duffy finalizó.
Vive en West Yorkshire.

## Obra
Las antologías poéticas de Armitage incluyen Book of Matches (1993) y The Dead Sea Poems (1995). Ha escrito dos novelas: Little Green Man (2001) y The White Stuff (2004), así como All Points North (1998), una colección de ensayos sobre el norte de Inglaterra. Ha producido una versión dramatizada de la Odisea de Homero y una antología poética titulada Tyrannosaurus Rex Versus The Corduroy Kid (que fue seleccionada para el premio T.S. Eliot), ambas publicadas en julio de 2006. Gran parte de los poemas de Armitage aparecen en el AQA (Assessment and Qualifications Alliance, o "Alianza de Evaluación y Calificaciones"), una de las juntas examinadoras más importantes del país, como parte del plan de estudios de secundaria de literatura inglesa en el Reino Unido. En éste se encuentran "Homecoming", "November", "Kid", "Hitcher", y una selección de poemas de Book of Matches, el más notable de los cuales es "Mother any distance...". Su escritura está caracterizada por un genio mordaz, típico de Yorkshire, combinado con un estilo accessible, realista y de seriedad crítica.
Armitage también escribe para la radio, televisión, cine y teatro. Es autor de cuatro obras de teatro, incluyendo Mister Heracles, una versión de Heracles de Eurípides. El Royal National Theatre le encargó en 1996 para la serie de Conexiones Nacionales (un plan de teatro dirigido a los jóvenes), la escritura de Eclipse, una obra inspirada en hechos reales que cuenta la desaparición de una niña en el puente Hebden, que se produjo en el momento del eclipse solar de 1999 en Cornwall. Recientemente ha escrito un libreto para la ópera del compositor escocés Stuart MacRae, The Assassin Tree, basada en un mito griego relatado en The Golden Bough. La ópera se estrenó en el Festival Internacional de Edinburgo de 2006, Escocia, antes de ser trasladada a la Royal Opera House en Covent Garden, Londres. En Saturday Night (Century Films, BBC2, 1996, dirigida por Brian Hill) escribió y narró un comentario de poesía de cincuenta minutos para un documental sobre la vida nocturna en Leeds. En el año 2010, Armitage anduvo el Camino de los Peninos, de 425 kilómetros, caminando en dirección sur desde Escocia hasta Derbyshire. A lo largo del camino fue parando para hacer recitados de poesía, a menudo a cambio de una donación en forma de dinero, comida o alojamiento, y está escribiendo un libro sobre su viaje.
Ha recibido numerosos premios por su poesía, entre los que se encuentran el Autor del Año del Sunday Times, un Forward Prize, un Lannan Award, y un Ivor Novello Award por la letra de su canción en la película del Canal 4, Feltham Sings. Kid and CloudCuckooLand fueron seleccionados para el premio de poesía de Whitbread. Los Dead Sea Poems fueron seleccionados para el Whitbread, el premio de poesía de Forward, y el premio T. S. Eliot. The Universal Home Doctor también fue seleccionado para el T. S. Eliot. En el año 2000, fue oficialmente nombrado Millenium Poet del Reino Unido, y fue juez del premio de poesía Griffin de 2005, el premio Man Booker de 2006 de ficción y el premio de poesía de Mánchester de 2010.
En el año 2004, Armitage fue nombrado Miembro de la Royal Society de Literatura, y fue designado Comendador de la Excelentísima Orden del Imperio Británico (CBE) durante las menciones de honor del cumpleaños de la reina en 2010. Es vicepresidente de la Poetry Society y patrocinador de la Fundación Arvon.

## Obras publicadas

### Antologías poéticas
- Zoom! (Bloodaxe, 1989) ISBN 978-1-85224-078-3
- Xanadu (1992)
- Kid (1992)
- Book of Matches (1993)
- The Dead Sea Poems (1995)
- CloudCuckooLand (1997)
- Killing Time. (1999)
- Selected Poems (2001)
- Universal Home Doctor (2002)
- Travelling Songs (2002)
- The Shout: Selected Poems (2005)
- Tyrannosaurus Rex Versus The Corduroy Kid (2006)
- The Not Dead (2008)
- Out of the Blue (2008)
- Seeing Stars (2010)
- Stanza Stones (2013, Enitharmon Press)
- Still - A Poetic Response to Photographs of the Somme Battlefield (2016, Enitharmon Press)

### Traducciones
- Homer's Odyssey (2006)[6]
- Sir Gawain and The Green Knight (2007)
- The Death of King Arthur (2011)

### Panfletos y ediciones limitadas
- Human Geography (Smith/Doorstop Books, 1986)
- Distance Between Stars (Wide Skirt, 1987)
- The Walking Horses (Slow Dancer, 1988)
- Around Robinson (Slow Dancer, 1991)
- The Anaesthetist (Alton; Clarion, ilustrado por Velerii Mishin, 1994)
- Five Eleven Ninety Nine (Clarion Publishing, ilustrado por Toni Goffe, 1995)
- Machinery of Grace: A Tribute to Michael Donaghy (Poetry Society, 2005), colaborador.
- The North Star (University of Aberdeen, 2006), colaborador.
- The Motorway Service Station as a Destination in its Own Right (Smith/Doorstop Books, 2010)

### Novelas
- Little Green Man (2001)
- The White Stuff (2004)

### Ediciones
- Penguin Modern Poets BK.5 (con Sean O'Brien y Tony Harrison, 1995)
- The Penguin Book of Poetry from Britain and Ireland since 1945 (con Robert Crawford, 1998)
- Short and Sweet: 101 Very Short Poems (1999)
- Ted Hughes Poems: Selected by Simon Armitage (2000)
- The Poetry of Birds (con Tim Dee, 2009)

### Otras obras
- Moon Country (con Glyn Maxwell,1996)
- Eclipse (1997)
- All Points North (1998)
- Mister Heracles After Euripides (2000)
- King Arthur in the East Riding (Pocket Penguins, 2005)
- Jerusalem (2005)
- The Twilight Readings (2008)
- Gig: The Life and Times of a Rock-star Fantasist (2008)

## Obras de radio seleccionadas
- Second Draft from Saga Land – Seis programas para la BBC Radio 3 sobre W. H. Auden y Louis MacNeice.
- Eyes of a Demigod – Acerca de Victor Grayson, encargado por la BBC Radio 3.
- The Amherst Myth – Sobre Emily Dickinson para la BBC Radio 4.
- Points of Reference – Sobre la historia de la navegación y orientación, para la BBC Radio 4.
- From Salford to Jericho – Un drama en verso para la BBC Radio 4.
- To Bahia and Beyond – Cinco documentales de viajes en verso con Glyn Maxwell desde Brasil y el Amazonas para la BBC Radio 3.
- The Bayeux Tapestry – Un drama en tres partes, con Geoff Young, para la BBC Radio 3.
- A Tree Full of Monkeys (2002) – encargado por la BBC Radio 3, con Zoviet France.
- The Odyssey (2004) – Una dramatización en tres partes para la BBC Radio 4.
- Writing the City (2005) – encargado por la BBC Radio 3.
- Black Roses: The Killing of Sophie Lancaster (2011), consistente en una serie de poemas que narran la historia de Sophie Lancaster, junto con los recuerdos personales de su madre.